# Григорьев, Юрий Герасимович
Ю́рий Гера́симович Григо́рьев (род. 23 июня 1955, Москва) — советский и российский актёр театра и кино, ведущий программ «Спокойной ночи, малыши!» (дядя Юра) и «Шишкин Лес». Заслуженный артист России (2018).

## Биография
Родился 23 июня 1955 года в Москве. Рос в семье военнослужащих. Отец — Герасим Афанасьевич Григорьев (1921—1966), Герой Советского Союза, лётчик.
Школьные годы Юрий провёл в Риге. В 1976 году окончил Театральное училище имени Б. Щукина (курс Ю. В. Катина-Ярцева) и был принят в труппу ЦДТ (ныне РАМТ), где и работает по сей день. С 1986 года работал Дедом Морозом.
Был ведущим передач «Спокойной ночи, малыши!» до 2003 года и «Шишкин Лес» с 2003 года. Также вёл циклы передач «Пройти сто дорог» (о жизни простых людей, живущих в разных местах России), «Аты-баты» (о военной истории России), «Рассказы о святых» (о жизни православных подвижников, истории Православия и рассказах русских писателей), «Сказки и истории» (телеспектакли с рассказчиком-чтецом) и «Доброе Слово» (телевизионная программа с чтением вслух) на канале «Радость моя».
Женат. Супруга — Тамара Григорьева. Дочь — Анастасия Юрьевна Григорьева.

## Творчество

### Спектакли, снятые с репертуара
- 2003 — «Таня» А. Н. Арбузова. Режиссёр: Александр Пономарёв — начальник станции, Чапаев, 3-й гость
- 2004 — «Идиот» Ф. М. Достоевского. Режиссёр: Режис Обадиа — Тоцкий Афанасий Иванович, генерал Иволгин Иван Петрович
- 2008 — «Мартин Иден» Дж. Лондона. Режиссёр: Андрей Васильев — отец

### Текущий репертуар
- 2007 — «Берег Утопии. 1 часть. Путешествие» Т. Стоппарда. Режиссёр: Алексей Бородин — Николай Полевой, редактор журнала «Телеграф»
- «Берег Утопии. 2 часть. Кораблекрушение» — Франц Отто, адвокат Бакунина
- «Берег утопии. 3 часть. Выброшенные на берег» — Готфрид Кинкель, немец в изгнании
- 2001 — «Лоренцаччо» Альфреда де Мюссе. Режиссёр: Алексей Бородин — Гвиччардини
- 1989 — «Приключения Тома Сойера» М. Твена. Режиссёр: Д. Крэнни — Док Робинсон
- 2001 — «Принц и нищий» М. Твена. Режиссёр: Николай Крутиков — Гуго, лорд Сент-Джон
- 2002 — «Сотворившая чудо» Гибсона. Режиссёр: Юрий Ерёмин — Келлер
- 2009 — «Приключения капитана Врунгеля». Режиссёр: Борис Гранатов — капитан Врунгель
- 2010 — «Чехов-GALA» по одноактным пьесам А. П. Чехова. Режиссёр: Алексей Бородин — Жигалов

### Роли в кино
| Год  |     | Название                                                  | Роль                                                |
| ---- | --- | --------------------------------------------------------- | --------------------------------------------------- |
| 1973 | тф  | Анискин и Фантомас                                        | пионервожатый                                       |
| 1974 | ф   | Закрытие сезона                                           | Толик                                               |
| 1975 | тф  | Призвание                                                 | Олег Ярцев, велогонщик                              |
| 1976 | ф   | Так начиналась легенда                                    | лётчик                                              |
| 1976 | тф  | Просто Саша                                               | Еремеев, военный                                    |
| 1977 | ф   | Белый Бим Чёрное ухо                                      | милиционер                                          |
| 1978 | кор | Горсть солнечных лучей                                    | Лявон                                               |
| 1978 | ф   | Поговорим, брат…                                          | Митя Кокорин                                        |
| 1979 | ф   | Узнай меня                                                | Дорохов                                             |
| 1980 | ф   | Хлеб, золото, наган                                       | Саша, матрос                                        |
| 1981 | мтф | Линия жизни                                               | Андрей Арефьев                                      |
| 1981 | кор | Десять строк на первую полосу                             | Корзинкин, лейтенант                                |
| 1982 | ф   | Женатый холостяк                                          | Сергей                                              |
| 1984 | мтф | Гостья из будущего                                        | профессор Селезнёв                                  |
| 1984 | ф   | Груз без маркировки                                       | Игорь                                               |
| 1985 | ф   | Вариант «Зомби»                                           | врач                                                |
| 1985 | ф   | Вот моя деревня…                                          | посетитель                                          |
| 1985 | тф  | Рассказ барабанщика                                       | Пётр Носков, одессит, певец, танцор, артист         |
| 1985 | ф   | По зову сердца                                            | Пётр Трофимов                                       |
| 1986 | тф  | Время свиданий                                            | отец Валерки                                        |
| 1987 | ф   | Спасите наши души                                         | Сергей Гусев                                        |
| 2004 | с   | Время жестоких                                            | Голованов, начальник отд. милиции Москвы, полковник |
| 2007 | ф   | 40                                                        | Сергей Сергеевич                                    |
| 2010 | с   | Москва. Центральный округ-3 (фильм 10 «Московское время») | Борович                                             |
| 2011 | с   | Усадьба                                                   | Сокольников, генерал                                |
| 2022 | кор | Маленький принц                                           | Рассказчик / Лётчик                                 |
| 2023 | кор | Метод                                                     | Скобелев                                            |

### Участие в телеспектаклях
| Год       |     | Название           | Роль                                                     |
| --------- | --- | ------------------ | -------------------------------------------------------- |
| 1991      | тсп | Сон с продолжением | Снежный король                                           |
| 2008      | тсп | Король и слуга     | король-сосед / иностранный посол                         |
| 2009      | тсп | Принцесса          | король / генерал / казначей                              |
| 2009      | тсп | В чайной           | губернатор / новый градоначальник / Корабельников, купец |
| 2009      | тсп | Брат и сестра      | папенька                                                 |
| 2009—2010 | тсп | Сапожники          | унтер / проверяющий                                      |
| 2010      | тсп | Берег утопии       | Николай Полевой / Франц Отто / Готфрид Кинкель           |
| 2010      | тсп | Таня               | начальник станции                                        |
| 2010      | тсп | Следователи        | потерпевший господин                                     |